# Кубок Північної Ірландії з футболу 2010—2011
Кубок Північної Ірландії з футболу 2010–2011 — 131-й розіграш кубкового футбольного турніру в Північній Ірландії. Титул вдруге поспіль здобув Лінфілд.

## Календар
| Раунд           | Дата                                                      | Матчі | Клуби    |
| --------------- | --------------------------------------------------------- | ----- | -------- |
| Перший раунд    | 18 вересня 2010                                           | 33    | 115 → 82 |
| Другий раунд    | 23 жовтня 2010                                            | 20    | 82 → 62  |
| Третій раунд    | 20-27 листопада 2010                                      | 10    | 62 → 52  |
| Четвертий раунд | 11 грудня 2010 - 15 січня 2011                            | 20    | 52 → 32  |
| 1/16 фіналу     | 15-25 січня 2011, 25 січня - 1 лютого 2011 (перегравання) | 16+5  | 32 → 16  |
| 1/8 фіналу      | 12 лютого 2011, 21 лютого 2011 (перегравання)             | 8+3   | 16 → 8   |
| 1/4 фіналу      | 5 березня 2011, 14 березня 2011 (перегравання)            | 4+2   | 8 → 4    |
| 1/2 фіналу      | 9 квітня 2011                                             | 2     | 4 → 2    |
| Фінал           | 7 травня 2011                                             | 1     | 2 → 1    |

## 1/16 фіналу
| Команда 1              | Рахунок | Команда 2                 |
| ---------------------- | ------- | ------------------------- |
| 15 січня 2011          |         |                           |
| Альберт Фундрі         | 0:2     | Нортел                    |
| Енней Юнайтед          | 2:6     | Гленавон                  |
| Квінз Юніверсіті       | 1:0     | Крамлін Юнайтед           |
| Дандела                | 1:4     | Лісберн Дістіллері        |
| Данмаррі Рекреейшн     | 2:2     | Кілмор Рекреейшн          |
| Ворренпойнт Таун       | 1:1     | Кліфтонвілль              |
| Баллінамаллард Юнайтед | 3:1     | Ларн                      |
| Балліміна Юнайтед      | 1:1     | Гленторан                 |
| Крузейдерс             | 3:2     | Ньюрі Сіті                |
| Данганнон Свіфтс       | 5:1     | Баллімоні Юнайтед         |
| Лінфілд                | 5:1     | Інститут                  |
| Лофгол                 | 3:1     | Спорт-енд-Леже Свіфтс     |
| Портадаун              | 4:3     | Доунгал Селтік            |
| Каррік Рейнджерс       | 3:3     | Шанкілл Юнайтед           |
| 25 січня 2011          |         |                           |
| Ардс                   | 2:2     | Харленд-енд-Вульф Велдерс |
| Лімаваді Юнайтед       | 1:2     | Колрейн                   |

Перегравання
| Команда 1                 | Рахунок      | Команда 2          |
| ------------------------- | ------------ | ------------------ |
| 25 січня 2011             |              |                    |
| Кілмор Рекріейшн          | 0:5          | Данмаррі Рекріейшн |
| Гленторан                 | 3:2 дч       | Балліміна Юнайтед  |
| Кліфтонвілль              | 0:0 пен. 1:3 | Ворренпойнт Таун   |
| Лофгол (2)                | 1:2          | Коа Юнайтед (3)    |
| 26 січня 2011             |              |                    |
| Шанкілл Юнайтед           | 1:6          | Каррік Рейнджерс   |
| 25 січня 2011             |              |                    |
| Харленд-енд-Вульф Велдерс | 1:0 дч       | Ардс               |

## 1/8 фіналу
| Команда 1                 | Рахунок | Команда 2              |
| ------------------------- | ------- | ---------------------- |
| 12 лютого 2011            |         |                        |
| Харленд-енд-Вульф Велдерс | 1:1     | Портадаун              |
| Гленторан                 | 3:1     | Лофгол                 |
| Каррік Рейнджерс          | 1:4     | Колрейн                |
| Крузейдерс                | 2:1     | Нортел                 |
| Данганнон Свіфтс          | 4:2     | Ворренпойнт Таун       |
| Лісберн Дістіллері        | 2:2     | Баллінамаллард Юнайтед |
| Гленавон                  | 2:0     | Квінз Юніверсіті       |
| Данмаррі Рекреейшн        | 1:1     | Лінфілд                |

Перегравання
| Команда 1              | Рахунок | Команда 2                 |
| ---------------------- | ------- | ------------------------- |
| 21 лютого 2011         |         |                           |
| Баллінамаллард Юнайтед | 4:2     | Лісберн Дістіллері        |
| Портадаун              | 1:0     | Харленд-енд-Вульф Велдерс |
| Лінфілд                | 3:0     | Данмаррі Рекреейшн        |

## 1/4 фіналу
| Команда 1              | Рахунок | Команда 2  |
| ---------------------- | ------- | ---------- |
| 5 березня 2011         |         |            |
| Данганнон Свіфтс       | 0:2     | Лінфілд    |
| Гленторан              | 1:1     | Колрейн    |
| Баллінамаллард Юнайтед | 0:5     | Крузейдерс |
| Портадаун              | 3:3     | Гленавон   |

Перегравання
| Команда 1       | Рахунок      | Команда 2 |
| --------------- | ------------ | --------- |
| 12 березня 2011 |              |           |
| Колрейн         | 3:3 пен. 2:3 | Гленторан |
| Гленавон        | 0:3          | Портадаун |

## 1/2 фіналу
| Команда 1     | Рахунок | Команда 2  |
| ------------- | ------- | ---------- |
| 9 квітня 2011 |         |            |
| Лінфілд       | 2:0     | Гленторан  |
| Портадаун     | 1:3     | Крузейдерс |

## Фінал
| 7 травня 2011 17:00 (EEST) |

| Крузейдерс  | 1:2      | Лінфілд                     |
| ----------- | -------- | --------------------------- |
| Кадделл 54' | Протокол | Томпсон 78' Макаллістер 87' |

| Віндзор Парк, Белфаст Глядачів: 8 200 Арбітр: Марк Кортні |